# Talent designu
Talent designu je každoroční mezinárodní soutěž pro vysokoškolské studenty oboru design.

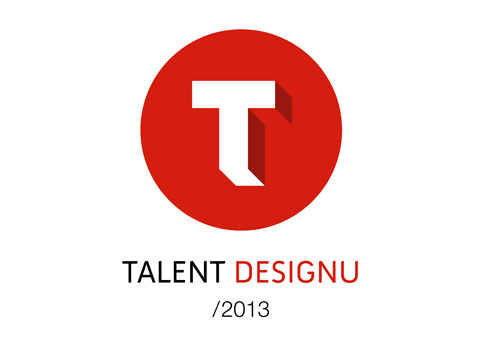
Logo 2013

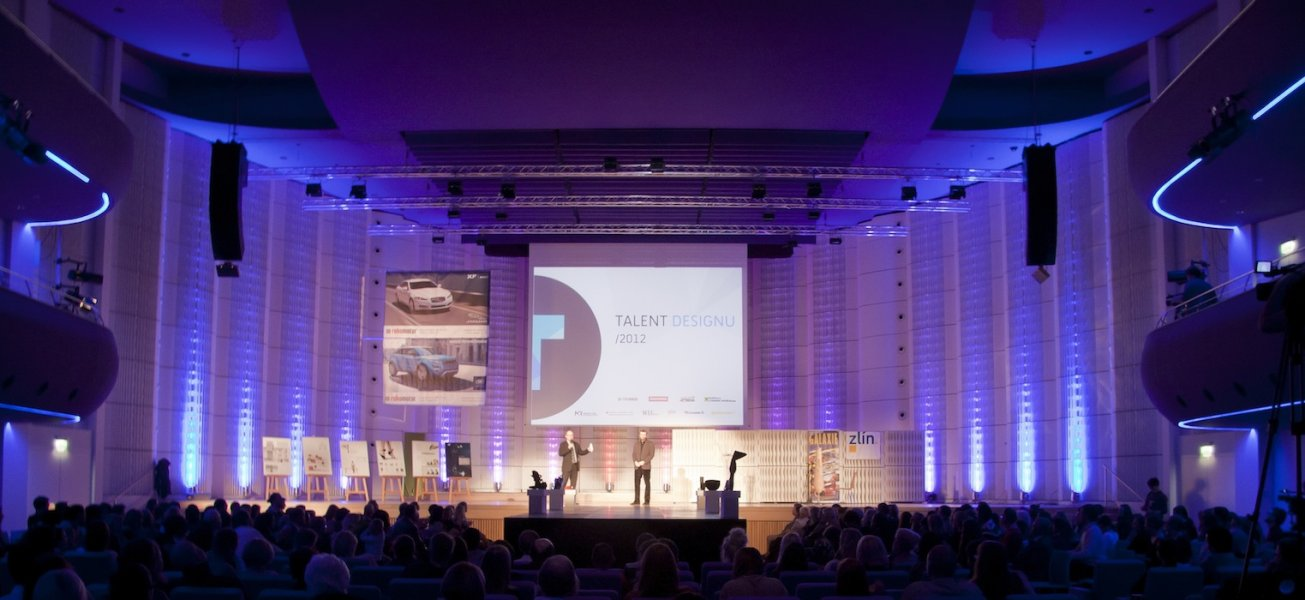
Slavnostní vyhlášení

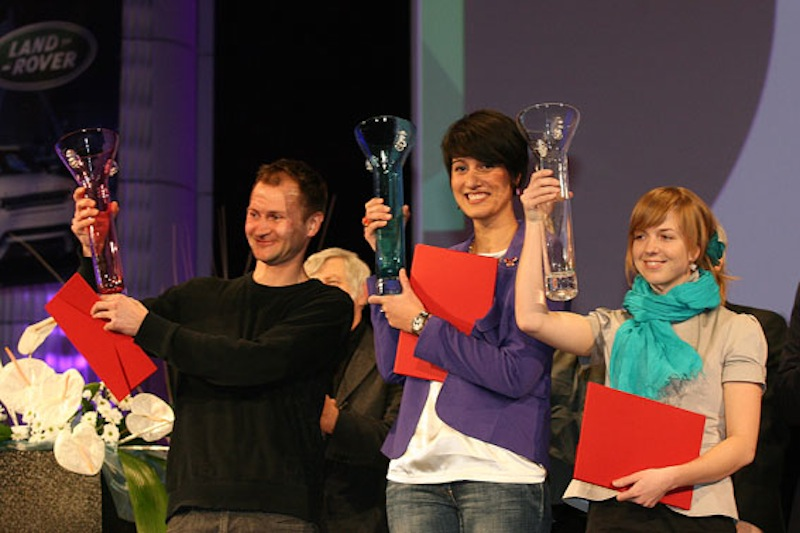
Vítězové ročníku 2011

## O soutěži
Soutěž pořádá Nadační fond JUDr. Martina Růžičky s odbornou spoluprací Fakulty multimediálních komunikací Univerzity Tomáše Bati ve Zlíně. Vyhlašuje se každoročně na podzim. Slavnostní předání cen probíhá na jaře následujícího roku v Kongresovém centru ve Zlíně.
Pro soutěžící jsou připraveny hodnotné ceny, kdy vítěz celé soutěže obdrží částku 50 000 Kč. Další zajímavé finanční prémie obdrží vítězové jednotlivých soutěžních kategorií. Další ceny pro účastníky soutěže věnují do soutěže sponzoři a partneři.
Soutěžit mohou fyzické osoby, posluchači vysokých škol, a to jak jednotlivci, tak i autorské kolektivy. Přihlášení do soutěže nepodléhá žádnému poplatku. Jeden soutěžící může poslat více soutěžních návrhů.

## Soutěžní kategorie
Předmětem soutěže je ocenit výjimečné studentské práce z oblasti designu. Od ročníku 2012 jsou soutěžní návrhy hodnoceny v následujících kategoriích:
1. Produktový design (design výrobků, design skla, design porcelánu, design keramiky apod.)
2. Průmyslový design (design strojů a zařízení, design nástrojů, transportní design apod.)
3. Fashion design (design oděvu, design textilní tvorby, design obuvi a galanterie, design šperků apod.)
4. Architektura a interiér (architektonický design, design interiéru, design prostorové tvorby, design nábytku apod.)
5. Grafický design (design grafiky a ilustrace, nová média, vizuální komunikace a intermédia apod.)

## Vítězové ročníku 2012

### Hlavní cena
Denisa Lukáčová - Puppa Light, VŠVU v Bratislavě, SR

### A. Produktový design
1. místo: Cornelius Comanns – Spreading Container, Royal College of Art, Londýn, VB
2. místo: Wanda Valihrachová – Passbass, VŠVU v Bratislavě, SR
3. místo: Mari Sollman, Kairit Sõlg - PopUp WrapUp , Aalto University School of Art Helsinky, FIN 

### B. Architektura a interiér
1. místo: Tanja Unger – Timo, Burg Giebichenstein Halle, SRN
2. místo: Veronika Stryalová - The Lotus Flower, TU v Liberci, ČR
3. místo: Michal Dušek - Era – návrh úpravy dvora, Mendelova univerzita Brno, ČR

### C. Grafický design
1. místo: Pavel Coufalík – Zlín – autorská kniha, UTB ve Zlíně, ČR
2. místo: Nikola Klímová - Made in China, UTB ve Zlíně, ČR
3. místo: Petr Belák - Horoskop kalendář 2012, UTB ve Zlíně, ČR

### D. Fashion design
1. místo: Iben Thode Johansen - Summer Sandal, Kolding School of Design, DEN
2. místo: Bronislava Brůčková - Vpletená, VŠVU v Bratislavě, SR
3. místo: Anna Černohorská - Kolekce Finsko, UTB ve Zlíně, ČR

### E. Průmyslový design
1. místo: Richard Sovják – Dobíjecí elektromobilová stanice, VUT Brno
2. místo: Petr Strejček – Cobra, ČVUT v Praze, ČR
3. místo: David Škaroupka - Mobility element, VUT Brno, ČR

## Vítězové ročníku 2011
1. místo: Štěpán Soutner - RandeVuu – regionální vlak, VŠVU v Bratislavě, SR
2. místo: Kateřina Soudková - Slabikář grafického designu, FAVU VUT v Brně, ČR
3. místo: Martina Bačíková - Neodcházím, odplouvám, UTB ve Zlíně, ČR

## Vítězové ročníku 2010
1. místo: Jana Nováková - Skříň se zásuvkami, TU v Košicích, SR
2. místo: Vít Bechynský - SNAP concept car & train, VŠVU v Bratislavě, SR
3. místo: David Polášek - Návrh obalu pro originální /čokoládový/ produkt firmy Toblerone, UTB ve Zlíně, ČR

## Vítězové ročníku 2009
Hlavní cena: Lenka Svatošová - Kufr s příručním zavazadlem, UTB ve Zlíně, ČR